# PowerBASIC
PowerBASIC é uma série de compiladores da empresa PowerBASIC Inc. para a linguagem de programação BASIC. As versões para DOS têm uma sintaxe semelhante ao QBasic e QuickBASIC, enquanto que as versões para Windows utilizam uma sintaxe standard que pode ser combinada com chamadas à API do Windows, tal como qualquer outra linguagem de programação para esse sistema operativo. A primeira versão foi lançada com o nome de BASIC/Z; mais tarde foi distribuída pela Borland como Turbo Basic; e desde 1989 ficou conhecida como PowerBASIC.